# Belgische loodsboten

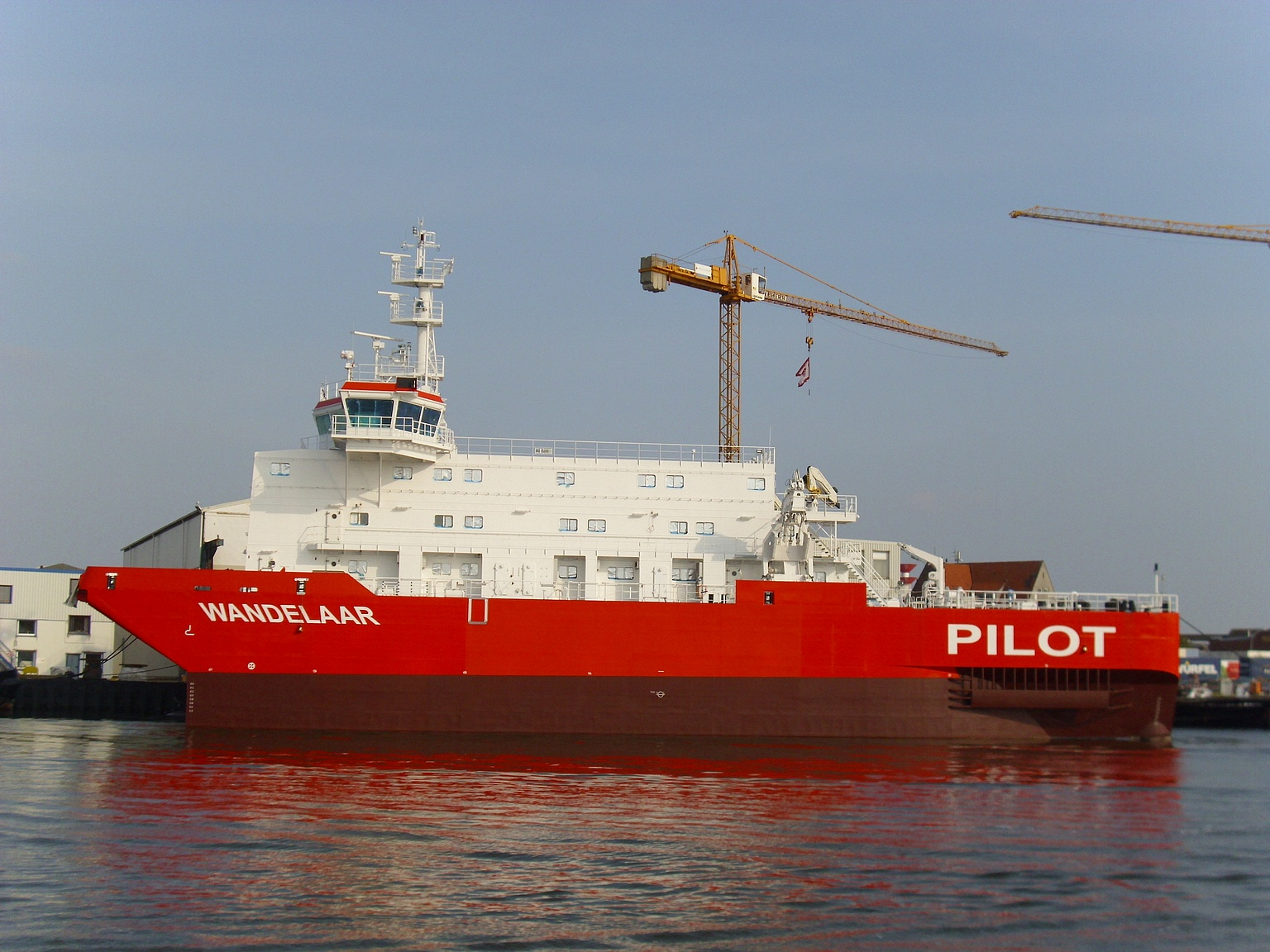
Het Belgische loodsstationsschip Wandelaar voor afbouw bij de werf

Belgische loodsboten zijn boten waarmee de loodsen van het Belgische loodswezen naar inkomende schepen of terug naar de kust worden gebracht. De boten worden beheerd door DAB Vloot.

## De oude schepen
Er zijn nog drie klassieke schepen bij de loodsdienst in de vaart; Loodsboot 1, 6 en 7. Ze zijn gebouwd eind jaren 70 begin jaren 80, hebben een lengte van ongeveer 55m en een maximumsnelheid van ongeveer 14 knopen. Anno 2011 is de DAB Vloot in een overgangsfase waarbij de oude schepen worden vervangen door nieuwe schepen van het SWATH-type.

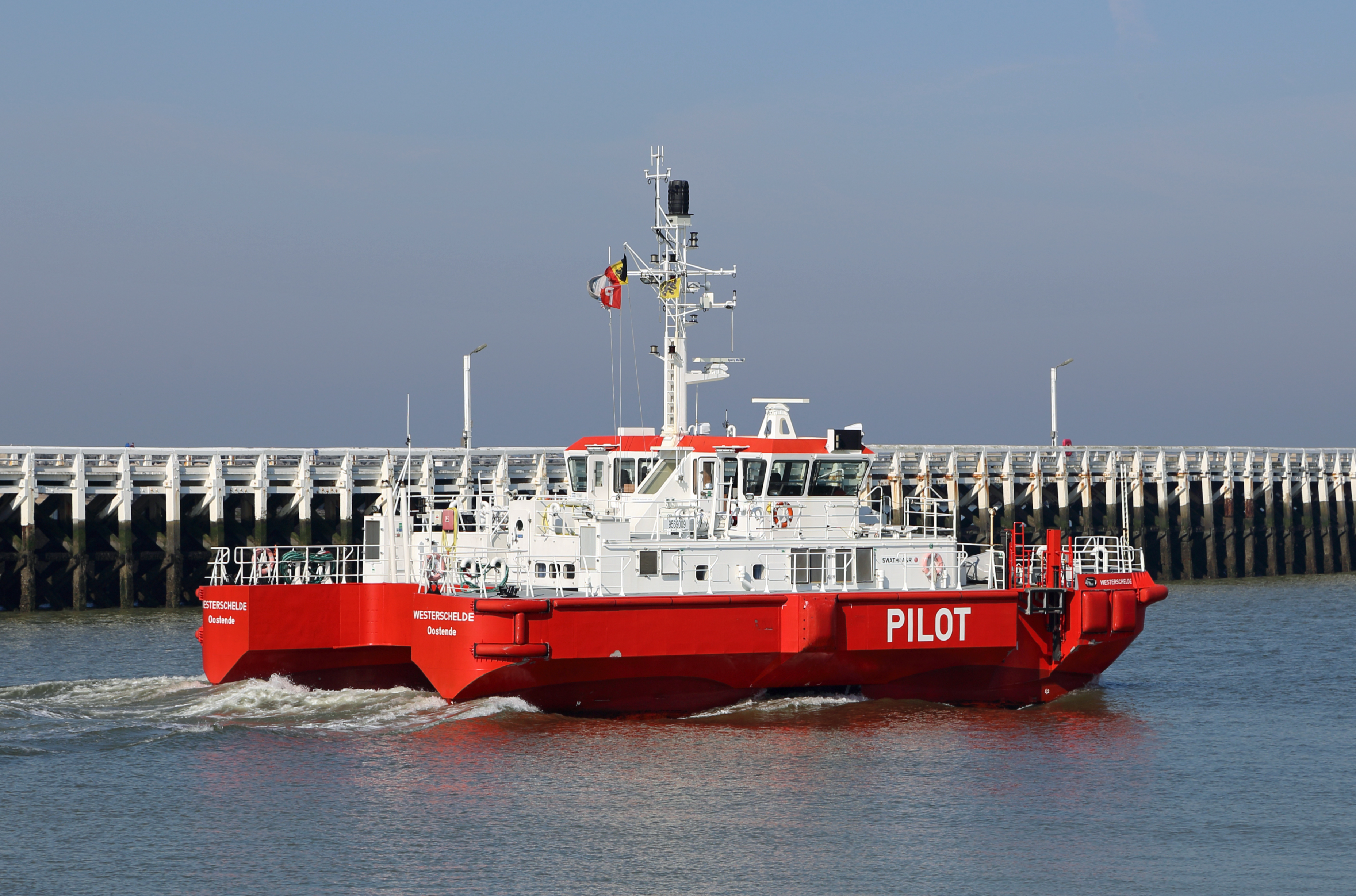
Loodsboot Westerschelde

## De nieuwe vloot
Loodsboten van het SWATH-type hebben verschillende voordelen ten opzichte van de oude schepen, de belangrijkste daarvan zijn de snelheid en de milieuvriendelijkheid. Ook zal het dankzij de nieuwe schepen mogelijk zijn om bij slechtere weersomstandigheden de loodsen aan boord van schepen te brengen. Met schepen van het Swath-type is reeds veel ervaring opgedaan bij het Nederlandse loodswezen en ook in Duitsland.
Er zijn drie tender-SWATHs genaamd Wielingen, Westdiep en Westerschelde gebouwd op de werf van Lemwerder in Duitsland. Ze zijn in 2011 gereed gekomen en liggen in de haven van Oostende. Het moederschip Wandelaar is in aanbouw te Bremerhaven en werd verwacht in mei 2012.